# 葉霍里夫卡 (羅韋尼基區)
47°58′48″N 39°11′53″E / 47.98000°N 39.19806°E
叶霍里夫卡（烏克蘭語：Єгорівка）是位於烏克蘭東部的村莊，由盧甘斯克州羅韋尼基區的羅韋尼基市鎮負責管轄。該村始建於1866年，面積1.12平方公里，海拔高度111米，2001年人口250，人口密度每平方公里223人。